# Hugo Leal (futebolista)
Hugo Leal ou Hugo Miguel Ribeiro Leal (nasceu em Cascais, Cascais, 21 de Maio de 1980) é um antigo futebolista português, que jogava habitualmente a médio / médio ofensivo.

## Carreira
Iniciou a sua carreira de jogador profissional do Sport Lisboa e Benfica, onde fez a sua formação, tendo vencido um campeonato Nacional Juniores B na época 1995/96. 
Em 1996/97, estreava-se pela equipa do Benfica com apenas 16 anos. Anunciado como uma das grandes promessas do futebol português mas acabou por não o confirmar, Hugo Leal chegou cedo ao topo na Luz. Idolatrado pela massa adepta, ficaria apenas três anos no clube que acabaria por deixar no meio de alguma polémica para o Atlético de Madrid. O jogador 'forçou' a saída do clube da Luz, não havendo lugar a compensação remuneratória por parte do clube Espanhol, envolvendo recurso à Comissão Arbitral Paritária (CAP) e às instituições internacionais. Essa 'traição' nunca foi perdoada pelos adeptos do clube da Luz.
Seguir-se-iam PSG, FC Porto, Académica, Braga, Belenenses, Trofense, Salamanca, V. Setúbal e, por fim, Estoril.
Venceu alguns títulos na sua carreira, sendo apenas um internacional, a Taça Intertoto em 2001 pelo Atlético de Madrid. Em França venceu uma Coupe de France pelo Paris Saint-Germain Football Club em 2003/04 e no regresso a Portugal venceu uma Supertaça Cândido de Oliveira em 2004 pelo Futebol Clube do Porto.
Retirou-se da carreira de jogador profissional na época 2012/13 onde jogava pelo Grupo Desportivo Estoril Praia. Manteve-se no mesmo clube desempenhando funções de vogal da direção.